# Kees Kranenburg
Cornelis Dirk Pieter (Kees) Kranenburg (Den Haag, 5 februari 1902 - Hilversum, 22 december 1975) was een Nederlands drummer. Zijn bijnaam was Pietertje Swing.
Hij was zoon van koetsier Willem Kranenburg en Cornelia Polderman. Hij was getrouwd met dienstbode Clementina Elisabeth de Bock. Hij overleed in het ziekenhuis en werd gecremeerd op Daelwijck.
Hij was drummer binnen het jazzcircuit. Hij richtte in 1926 het ensemble The Resonance Seven, dat optrad in nachtclubs in en rond Den Haag. Nog datzelfde jaar werd na vertrek van twee leden de naam omgedoopt in The Ramblers. Andere musici in deze band in 1927 waren Eddy Meenk (trompet), Gerard Spruyt (trombone, later van het Concertgebouworkest), Theo Uden Masman (piano), Jac. Pet (banjo) en Jean Wéry (saxofoon). Trompettist Louis de Vries had The Ramblers net verlaten. The Ramblers werd rond 1964 opgevolgd door het VARA-dansorkest onder leiding van Charlie Nederpelt. Kranenbrug zou drummer zijn van 1936 tot 1974, vanaf 1952 was hij enige tijd leider van The Ramblers tijdens een ziekte van Masman. In de jaren zestig speelde hij ook in het Roy Dennis Combo met Theo Wijnen.
Het liedje Loesje zou betrekking hebben op een vriendin van Kranenburg ("Wie is Loesje; Loesje is het meisje van de drummer van de band"). Hij geldt voorts als ontdekker van accordeonist//acrobaat Guus Brox.
Zoon Kees/Cees Kranenburg (geboren 1942) was drummer bij The Jumping Jewels (The Jay Jays), The Tower en ook The Ramblers. Van vader en zoon is een single bekend uit 1964 onder de artiestennaam Kees and Kees Kranenburg (Philips RF 314089).
- Virtual International Authority File: 283315264